# Pseudosterrha philaearia
Pseudosterrha philaearia là một loài bướm đêm trong họ Geometridae.